# Morti nel 1639
| Questa pagina contiene informazioni ricavate automaticamente dalle voci biografiche con l'ausilio del template Bio e di un bot. L'aggiornamento è periodico e automatico e ricostruisce completamente la pagina. Se manca una persona in questa lista, sei pregato di non aggiungerla, ma accertati piuttosto che la sua voce biografica contenga il template Bio e che i dati anagrafici siano correttamente compilati. Se il template Bio manca, inseriscilo tu stesso o, in alternativa, metti l'avviso {{tmp\|Bio}} che ne segnala la mancanza. Se i dati riportati sono sbagliati, correggi direttamente la voce biografica; le modifiche saranno visibili in questa lista entro pochi giorni. Per chiarimenti vedi il progetto biografie. La lista contiene solo le 79 persone che sono citate nell'enciclopedia e per le quali è stato implementato correttamente il template Bio. Pagina aggiornata al 10 ago 2025. |

## Gennaio(6)
- 14 gennaio - Sofia di Brunswick-Lüneburg, principessa (n. 1563)
- 17 gennaio - Ottavio Costa, banchiere e collezionista d'arte italiano (n. 1554)
- 20 gennaio - Mustafa I, sultano ottomano (n. 1600)
- 24 gennaio - Jürg Jenatsch, militare e politico svizzero (n. 1596)
- 27 gennaio - Fabrizio Verospi, cardinale italiano (n. 1571)
- 29 gennaio - Antonio Álvarez de Toledo y Beaumont, politico spagnolo (n. 1568)

## Febbraio(5)
- 4 febbraio - Giovanni Francesco Tranquillo, presbitero e poeta italiano
- 5 febbraio - Augusta di Danimarca, principessa danese (n. 1580)
- 7 febbraio - Orazio Gentileschi, pittore italiano (n. 1563)
- 9 febbraio - Umile da Petralia, scultore e religioso italiano (n. 1600)
- 25 febbraio - Roelant Savery, pittore fiammingo (n. 1576)

## Marzo(8)
- 1º marzo - Giuseppe Barca, ufficiale e ingegnere militare italiano
- 6 marzo - Scipione Spina, vescovo cattolico italiano (n. 1542)
- 7 marzo - Silvestro Marcantonio Morosini, vescovo cattolico italiano
- 10 marzo - Marina Antonazzoni, attrice teatrale italiana (n. 1593)
- 12 marzo - Domenico Ginnasi, cardinale e arcivescovo cattolico italiano (n. 1551)
- 16 marzo - Pieter de Neyn, pittore, illustratore e architetto olandese (n. 1597)
- 23 marzo - Dorotea Maria di Württemberg, nobile tedesca (n. 1559)
- 29 marzo - Jan Wiggers, giurista e teologo belga (n. 1571)

## Aprile(7)
- 1º aprile - Giovanni Filippo di Sassonia-Altenburg, nobile tedesco (n. 1597)
- 1º aprile - Anton Wolfradt, vescovo cattolico austriaco (n. 1582)
- 2 aprile - Giovan Domenico Peri, poeta e drammaturgo italiano (n. 1564)
- 6 aprile - Berlinghiero Gessi, cardinale e vescovo cattolico italiano (n. 1564)
- 11 aprile - Filippo I Colonna, nobile italiano (n. 1578)
- 12 aprile - Robert Carey, I conte di Monmouth, nobile e politico inglese (n. 1560)
- 27 aprile - Marinus Robyn van der Goes, incisore fiammingo

## Maggio(4)
- 21 maggio - Tommaso Campanella, filosofo, teologo e poeta italiano (n. 1568)
- 22 maggio - Karel Philips Spierincks, pittore fiammingo
- 22 maggio - Tiberio Tinelli, pittore italiano (n. 1587)
- 30 maggio - Metrofane di Alessandria, arcivescovo ortodosso greco (n. 1589)

## Giugno(2)
- 1º giugno - Melchior Franck, compositore tedesco
- 6 giugno - Peter Crüger, matematico e astronomo tedesco (n. 1580)

## Luglio(6)
- 5 luglio - Dorotea di Schwarzburg-Sondershausen, nobildonna tedesca (n. 1579)
- 9 luglio - Antonius Walaeus, predicatore e teologo olandese (n. 1553)
- 14 luglio - Étienne Binet, gesuita e letterato francese (n. 1569)
- 18 luglio - Bernardo di Sassonia-Weimar, principe tedesco (n. 1604)
- 19 luglio - Giovanna di Cambry, religiosa francese (n. 1581)
- 22 luglio - Rutilio Manetti, pittore italiano (n. 1571)

## Agosto(5)
- 4 agosto - Juan Ruiz de Alarcón, drammaturgo e scrittore messicano (n. 1581)
- 7 agosto - Martin van den Hove, astronomo e matematico olandese (n. 1605)
- 8 agosto - Lorenzo Campeggi, vescovo cattolico e diplomatico italiano (n. 1574)
- 20 agosto - Martin Opitz, poeta e scrittore tedesco (n. 1597)
- 21 agosto - Desiderio Scaglia, cardinale e vescovo cattolico italiano (n. 1567)

## Settembre(4)
- 6 settembre - Agostino Galamini, cardinale e vescovo cattolico italiano (n. 1553)
- 18 settembre - Johannes Christoph Harpprecht, giurista tedesco (n. 1560)
- 20 settembre - Johannes van Meurs, umanista, filologo classico e storico olandese (n. 1579)
- 28 settembre - Louis de Nogaret de La Valette d'Épernon, cardinale, arcivescovo cattolico e condottiero francese (n. 1593)

## Ottobre(2)
- 7 ottobre - Johannes Isacius Pontanus, storiografo danese (n. 1571)
- 29 ottobre - Gasparo Narvesa, pittore italiano (n. 1558)

## Novembre(7)
- 3 novembre - Martino de Porres, religioso peruviano (n. 1579)
- 14 novembre - Maurizio Centini, vescovo cattolico italiano
- 21 novembre - Henry Grey, VIII conte di Kent, nobile e politico inglese (n. 1583)
- 24 novembre - Berlingherio Ventimiglia, oratore e poeta italiano
- 25 novembre - Enzo Bentivoglio, nobile italiano
- 25 novembre - John Wolstenholme, mercante inglese (n. 1562)
- 26 novembre - John Spottiswoode, vescovo anglicano e storico scozzese (n. 1565)

## Dicembre(3)
- 15 dicembre - Muzio Oddi, ingegnere e matematico italiano (n. 1569)
- 17 dicembre - Nils Turesson Bielke, politico svedese (n. 1569)
- 25 dicembre - Giovanni Cristiano di Brieg, duca (n. 1591)

## Senza giorno specificato(20)
- Diego de Agreda y Vargas, scrittore spagnolo
- Pietro Antonio Barca, ingegnere e architetto italiano (n. 1586)
- Domenico Bissone, scultore italiano
- Pieter Brueghel III, pittore fiammingo (n. 1589)
- Bernardino Capitelli, pittore e incisore italiano (n. 1589)
- Elizabeth Cary, poetessa inglese (n. 1585)
- Chen Jiru, pittore, scrittore e calligrafo cinese (n. 1558)
- Carlo Farina, violinista e compositore italiano
- Alfonso Guerrieri Gonzaga, nobile e condottiero italiano
- Nicolas Guillain, scultore francese (n. 1550)
- Giovanni Giacomo Hesso, santo svizzero (n. 1584)
- Léonard de Hodémont, musicista e compositore belga (n. 1575)
- Simeon Lehac'i, scrittore armeno (n. 1584)
- Fulvio Mariottelli, presbitero e bibliotecario italiano (n. 1559)
- Ludwig Münstermann, scultore tedesco
- Sante Peranda, pittore italiano (n. 1566)
- Martino Teofilo Polacco, pittore polacco
- Jerónimo de Rocamora, generale spagnolo (n. 1571)
- Benedetto Veli, pittore italiano (n. 1564)
- Henry Wotton, scrittore, poeta e diplomatico inglese (n. 1568)